# 에릭 크라츠
에릭 플로이드 크라츠(영어: Erik Floyd Kratz, 1980년 6월 15일 ~ )는 미국의 전 야구 선수이다.